# Herzberger Schlosskonzerte

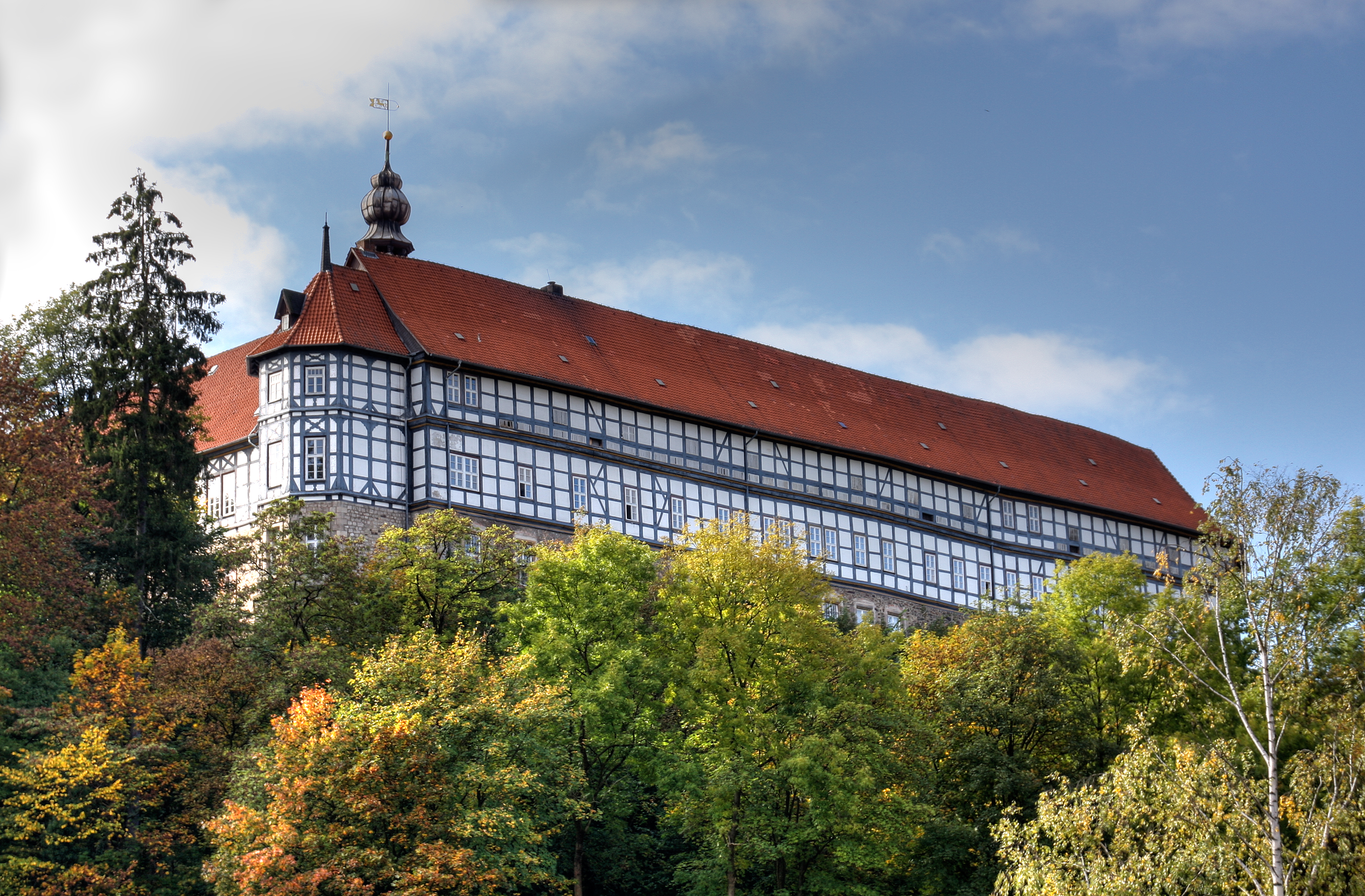
Schloss Herzberg am Harz (2009)

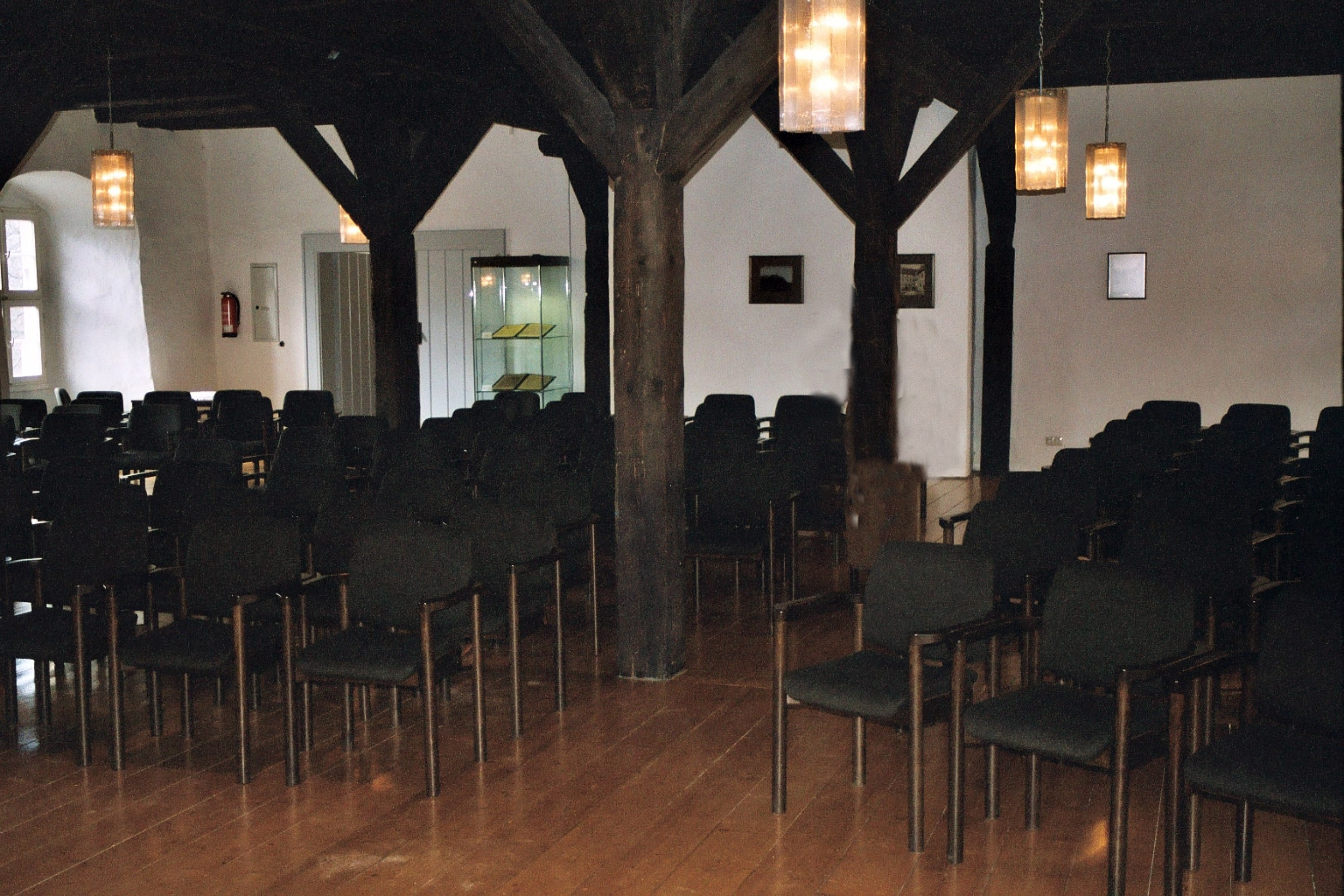
Der Rittersaal im Schloss (2004)

Die Herzberger Schlosskonzerte sind jährlich einer der kulturellen Höhepunkte auf Schloss Herzberg im niedersächsischen Landkreis Göttingen.

## Geschichte
1986 wurden von der Stadt Herzberg am Harz die Herzberger Schlosskonzerte ins Leben gerufen. Seither werden jährlich sechs bis acht Konzerte im Rittersaal auf Schloss Herzberg angeboten.
Die anspruchsvolle Konzertsaison beginnt in der Regel mit den Neujahrskonzerten im Januar.
Ein Großteil sind klassische Klavierkonzerte; die Künstler spielen auf einem Konzertflügel der Braunschweiger Pianofortefabrik Grotrian-Steinweg. Viele Musiker, wie Gerrit Zitterbart oder Ilona Teimurasowa, waren schon oft in Herzberg und kommen immer wieder zu einem Gastspiel in das Welfenschloss. Zudem gibt es regelmäßig zwei bis vier Sonderkonzerte unterschiedlicher Genres, so z. B. mit Hille Perl und Lee Santana oder dem Blechbläserensembles des Heeresmusikkorps Hannover.
Und am Freitag vor dem ersten Advent  gibt es ein festliches Konzert an der Engelhardt-Orgel im Schlossmuseum, hierbei wird der Organist von einem oder zwei Musikern begleitet. Der Organist ist sehr  oft der Kreiskantor des Kirchenkreis Harzer Land.
Seit 2013 ist der Förderverein Schloss Herzberg Veranstalter der Herzberger Schlosskonzerte.
Diese wurden bis 2024 vom Landschaftsverband Südniedersachsen gefördert.
Im Frühjahr 2019 wurde an zwei Tagen erstmals eine Märchenlesung für Erwachsene angeboten, zu Gast auf Schloss Herzberg waren die Schauspielerin Janette Rauch und der Gitarrist Gabriel Hernández Westpfahl. Mit anderen Märchen und Musikern gab es bis heute weitere Ausgaben. Im Mai 2025 präsentierte das Extra-Ensemble der Gandersheimer Domfestspiele den Kriminalroman Der Tod wartet von Agatha Christie als Live-Hörspiel.
An den Konzertagen war bis Ende 2022 das Café-Restaurant im Welfenschloss Herzberg geöffnet. Der Rittersaal im ersten Obergeschoss verfügt über max. 130 Sitzplätze.

## Künstler (Auswahl)

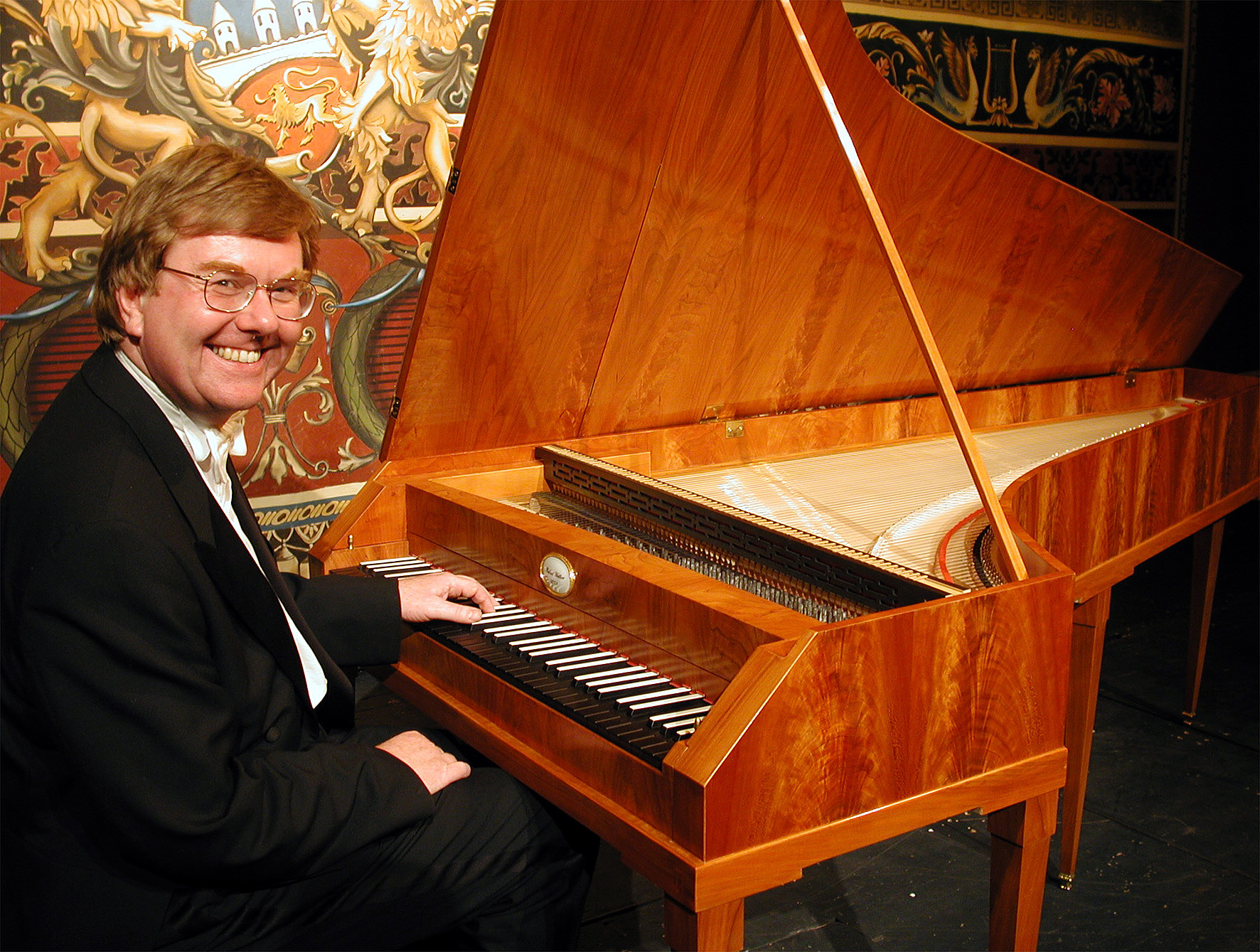
Gerrit Zitterbart am Hammerflügel (2003)

Neben etablierten Künstlern wie zum Beispiel: Gerrit Zitterbart, Ilona Teimurasowa, Janette Rauch, Hille Perl, Lee Santana, Aldo Lagrutta, Christiane Klonz, Gerlint Böttcher, Ana-Marija Markovina, Vladimir Valdivia, Jens Rosteck sowie dem Leipziger Hornquartett, dem Piano Duo, dem Heeresmusikkorps Hannover, dem Klaviertrio Würzburg und dem Clair-obscur Saxophonquartett treten auch junge noch unbekannte Künstler bei den Schlosskonzerten auf.

## CD-Einspielungen
- 1998: Kammermusikvereinigung Johann Joachim Quantz Potsdam (Konzertmitschnitt)[14]